# Brannigan
Brannigan – amerykański film sensacyjny z 1975 roku z Johnem Wayne'em w roli detektywa Brannigana, który udaje się do Wielkiej Brytanii, by odnaleźć groźnego przestępcę. Film był jednym z ostatnich, w których wystąpił John Wayne.